# Воклюз (источник)
Воклю́з (фр. Fontaine de Vaucluse) — карстовый родник во Франции в коммуне Фонтен-де-Воклюз департамента Воклюз. Считается самым глубоким в мире, уходит под землю на глубину 315 м.
Термином «воклюз» (по имени французского родника) называется любой восходящий карстовый источник инфлюационного типа.